# Arthrochilus dockrillii
Arthrochilus dockrillii là một loài thực vật có hoa trong họ Lan. Loài này được Lavarack mô tả khoa học đầu tiên năm 1975.